# Cylindrepomus biconjunctus
Cylindrepomus biconjunctus är en skalbaggsart som beskrevs av Stefan von Breuning 1940. Cylindrepomus biconjunctus ingår i släktet Cylindrepomus och familjen långhorningar. Inga underarter finns listade i Catalogue of Life.